# 竹内義和
竹内 義和（たけうち よしかず、1955年〈昭和30年〉2月27日 - ）は、作家、コラムニスト、出版プロデューサー、同人作家である。
和歌山県和歌山市出身。妻は作家の竹内眠。

## 概要
初エッセイ『ピンポンパン地獄』をきっかけにコラムニストに。『BRUTUS』での連載「日本ビデオスター列伝」が好評を博し、1988年（昭和63年）、『大映テレビの研究』で本格的著作家デビュー。同年より始まったABCラジオ『MAKOTOのサイキック青年団』で人気を得る。長編アニメとして映画化された『パーフェクトブルー』ほか著書多数。
2014年（平成26年）には『メルマ旬報』連載の『ゆゆも』を出版。現在大阪市肥後橋のトークライブハウス「アワーズルーム」にて連日トークライブや配信、また弘兼憲史とのラジオ番組など著述活動のみならず精力的に活動中。嵐ファンとしても有名。2015年（平成27年）、怪談グランプリの優勝を飾っている。
主なジャンルとしては昭和がベースとなっており、音楽面では昭和歌謡およびアイドル、フォーク、GS。映画では新東宝、大蔵映画の怪談物、怪獣特撮。テレビでは大映テレビ制作のドラマや白黒時代の勧善懲悪ヒーロー物を得意としており、政治を含む世相や、アイドル談義、エンターテイメントにおける業界話、自涜行為などの性的妄想を含む猥談を得意としている。

## 生い立ち
兄が一人。幼少時は昆虫採集、怪獣に夢中となり、着ぐるみを着て怪獣を演じるスーツアクターに憧れる。典型的なテレビっ子で『七色仮面』や『月光仮面』『スーパージャイアンツ』に夢中となる。女装の男性を見て「ああ見えて金玉デカいんや」、政治家を見て「悪いことばっかりしとるんや」とTVに出ている人物を独自解釈する父親と、息子が大事に所蔵している稀覯本を「よう燃えるわ」と勝手に風呂の焚き付けにしてしまう母に育てられる。
小学校高学年頃、父親からヴァイオリン習得を押し付けられるも数年で挫折。後にフォークブームに感化され、当時の多くの若者同様、ギターに傾倒。中学、高校にかけSFや娯楽、推理小説を乱読。怪獣からはやや距離を置き、浅田美代子を見てアイドルに目覚める。大阪でしか上映されていなかった映画鑑賞のため、なけなしの小遣いを握り締め和歌山から通い詰める映画少年となる。和歌山県立和歌山工業高等学校在学中に登校するふりをして、家族が全員出払った頃合を見計らい自宅に戻り、朝から晩まで一日中テレビを見続ける。

## オタクへの道
近畿大学入学。和歌山県在住時、怪獣熱が再燃し同人誌『パラノイア』創刊。2回生の時に大阪へ引越し、大久保怜経営の喫茶店に入り浸るようになった。そこでは、特撮や映画、レアな代物を持ち寄って自慢したり、アイドルのスケジュールから生理周期を割り出すなど偏執的嗜好者がたむろしており、竹内自身もその一員となる。その中で竹内は「海底人8823」や『ママとあそぼう!ピンポンパン』など番組についての独自解釈を披露し仲間内で「竹内の話は面白い」と評価されるも、コーヒー1杯で8時間居座るなどしたために店の回転効率が悪化、ほどなくして喫茶店を閉店に追い込む。パチンコ屋の店員や「万年カレンダー」といった類の怪しい商品を言葉巧みに子供に売りつけるアルバイトに就くも、子供の親に激怒され「金返せ！」と追い回され、下宿先のアパートの部屋で新聞に包まり寝ている己の現状に号泣する等、貧乏な学生生活を送る。大学在学中に公共施設で映画配給会社から借りた作品上映会の他、怪獣を得意とする編集チーム「コロッサス」を仲間と設立し会誌創刊。後に同大学中退。8年間在籍したが大学に顔を出したのは数回。大学側が、ロクに講義にも出ず単位も無い学生として竹内ともう一人の学生二人を呼び出し。竹内には「君は駄目！」、もう一人の学生には「君は合格！」と伝えたため驚愕。
20代半ば、まともな社会人になろうとイベント会社「ファミリー企画」に勤務。特撮ヒーローショー、大アマゾン展、映画の公開イベント等を手がける。半年程勤務したが退社、後にビジュアルA&T設立。個人名義で幾つかの特撮、オカルト系出版物の編集・監修に携わる。
雑誌『BRUTUS』にコラム掲載、後に単行本としてまとめられた『大映テレビの研究』（1986年（昭和61年）出版）は、大映テレビへの取材等を行うことなく一視聴者としての独自視点からの評論が高い注目を集め、2005年（平成17年）に再刊されるほどのベストセラーとなった。その独自視点は『真夏の薔薇』から始まる中島丈博脚本の「ドロドロ愛憎劇」の昼ドラや韓流ドラマの評論にも発揮された。
タレント北野誠がTVで演じていたテレビドラマ『スチュワーデス物語』のパロディネタに共通するものを感じていた竹内は、ある日、北野出演の番組に「ホラー評論家」としてゲスト出演。収録後の休憩時に、自身のコラムを北野に手渡す。北野の初見での竹内の印象は「胡散臭いおっさん」であったが「オタク」という新しいジャンルのムーブメントに興味のあった北野は竹内の「秘密の部屋」と称する場所で8時間様々な事を語り合い意気投合。頻繁に会う仲となり北野から共に仕事をしたい旨を明かされ、これを快諾。北野の紹介でいずれも短命であったが数本のラジオ番組の構成、出演をこなし、1988年（昭和63年）春『MAKOTOのサイキック青年団』スタート。1993年（平成5年）、同番組内で、山本リンダのヘアヌード写真集を酷評し山本リンダオフィスが1億円の損害賠償を請求。同番組パーソナリティの北野誠と共に、マスコミ公開の中で謝罪を行う。
アイドルを付け狙うストーカーを描く『パーフェクトブルー 完全変態』は『パーフェクトブルー』としてアニメ映画化（当初は漫画化の予定だった）される。この頃、自身の映画産業への進出、日本発とする映画ビジネスモデルの開拓に意欲的だったこともあり、岡本晃一、スクリーミング・マッド・ジョージ、テリー・ファンクらと組んで竹内が書いた映画用原作、脚本「バグレディ」「メタルフォース」などパイロット版まで作りハリウッドに売り込むも後々立ち消えとなっており、出演するラジオ番組で事の経過には言葉を濁したままとなっている。放送媒体や自ブログにおいても、映画化や商品開発、興行、共同執筆など数々の企画や事業を掲げるも形になったものは少なく、「未だにどこから収入を得ているのか分からない」と北野誠に心配される。出版の他、トークライブMC、アイドルユニット「推定少女」、マニア向け小売店「おたくの殿堂」のプロデュースを手がけ、2008年（平成20年）、ワイ・シー・トイズ・ラボの取締役を務める。
2012年（平成24年）、株式会社アワーズを立ち上げ、2013年（平成25年）末にトークライブハウス「アワーズルーム」（大阪肥後橋）設立。連日ここでトークライブやコンテンツ配信を行っている。弘兼憲史とのラジオ番組『黄昏のオヤジ』（ニッポン放送）パーソナリティ、水道橋博士編集長「メルマ旬報」での「ゆゆも」連載など小説やコラムの執筆などの活動を行っている。

## アイドル・歌謡曲への造詣
- フォークグループ「かぐや姫」の東京神田共立講堂で行われた解散コンサートを録音したマスターを所有[2]。

- 自らのブログで嵐について語る嵐ファンである。
- 音楽関係では吉田拓郎を筆頭にフォークソング、歌謡曲では森進一に造詣が深く、気分が良くギターが傍らにある時は勝手に弾き語りを始める。女性アイドルにも造詣が深くアイドル全盛時代に書かれた自著『清純少女歌手の研究』の中で「アイドルがアーティストを志向する時、B級がその地位に飽き足らずA級を目指そうとする時こそが女性アイドルの終焉である」と指摘し後のアイドル氷河期を予期したため話題になった[誰によって?]。

## 影響を受けた人物
- 『レインボーマン』や『七色仮面』を手がけた川内康範による脚本の根底に流れる仏教的思想が幼年期の自我を形成させたとその影響を述べており、『誠のサイキック青年団』のイベント企画で森進一との確執の最中の川内との対談が行われる予定であったが、直前に川内が体調を崩しキャンセルになる。その際に川内が対談が出来なかった事を詫びる旨をスタッフを通じて竹内に伝えられ、後日川内から直接謝罪の連絡があり、竹内はその丁寧な応対に恐縮至極で川内の体調を案じていたが、しばらくしてから川内は逝去してしまい訃報に対して対談が果たせなかった無念さをにじませる（この対談には北野誠も同席予定であった）。
- タレントAが、仕事や事務所の貸し借りの協力を竹内が拒んだ事を恨んで、2003年（平成15年）10月上旬から翌年1月上旬にかけて脅迫電話をかけ続けたため竹内は被害届を提出。Aは2004年（平成16年）2月25日、大阪府警浪速署に逮捕された[3]。

## 人物
- カレーライスやハンバーグ等の子供向けの料理が好みで、ビール党。
- ビデオも無い時代において、子供の時に影響を受けたジャンルを頭の中で再現するには、放送当時発売されていた紙の媒体か玩具を蒐集する他無く、自然とアパートもそれらで埋め尽くされた。コミケ会場に集まった者らを指し「ここに沢山の宮崎がいます」とオタクを犯罪者予備軍扱いした木村太郎をラジオや著書でこき下ろす。
- 1988年（昭和63年）から放送された『誠のサイキック青年団』では、当日俎上にあがる事象の原因を強引なまでに下半身につなげるその“ゲストーク”（下衆のもじり）っぷりから「兄貴」と呼ばれ、北野誠と共に一部から絶大な支持を得た[要出典]。

## 出版物
桑名正博、青木雄二、弘兼憲史、小林よしのりらとは盟友関係にあり、共著も多数。

### 著書
- 『悪魔・オカルト大全科―世界のモンスターパレード (大全科シリーズ) [単行本]』（1983年1月 秋田書店）
- 『大映テレビの研究 不滅のテレビジャンキー』大阪書籍、1986年10月20日。
- 『なんたって!ヒーロー : 女優23人、男優15人の過去物語』勁文社、1986年12月30日。
- 『清純少女歌手の研究 アイドル文化論』（1987年6月 青心社）
- 『なんたってウルトラマン』（1988年2月 勁文社）
- 『なんたってポテトリアン』（1988年8月 勁文社）
- 『おねえさんトキメキBOOK』（1988年11月 ボス）
- 『制服少女の逆襲 アイドル文化論PART2』（1988年12月 青心社）
- 『長靴を履いた猫の靴下』（1990年3月 青心社）ISBN 491533368X
- 『ほっといたれよ！ 形而下的決め打ち人物論』（1992年6月 青心社）ISBN 4878920173
- 『ほっといたれよ！〈2〉 形而下的決め打ち人物論』（1993年5月 青心社）ISBN 4878920394
- 『TV視聴上の御注意とお願い 目だけでなく脳・筋肉・心臓など全身を駆使してテレビを見るマルチ視聴』（1994年4月 メタモル出版）ISBN 4895950719
- 『なんたってウルトラマン』（1994年7月 勁文社文庫）ISBN 4766907019
- 『夢なら醒めて……』（1995年2月 プラザ）ISBN 487892067X
- 『格闘耳袋』（1997年1月 ぶんか社）ISBN 4821105357
- 『大映テレビの研究 完全復活版』（1997年6月 ぶんか社）ISBN 4821105411
- 『シンプル・レッド (HORROR WAVE)』（1998年7月 ぶんか社）ISBN 482110623X
- 『テレビ汁』（1998年8月 ぶんか社）ISBN 4821106191
- 『PERFECT BLUE 夢なら醒めて』（2002年4月 主婦と生活社）ISBN 4391126370
- 『大映テレビの研究』（2005年1月 澪標）ISBN 4860780477
- 『都市怪奇伝説』（2005年8月 メタモル出版）ISBN 4895955060
- 『僕が、嵐を好きになった理由』（2008年8月 メタモル出版）ISBN 4895956415
- 『モラルハザード―いま、ニッポンが壊れている』（2009年3月 インフォレスト）ISBN 4861908019
- 『いつまでも語り続けたい、嵐のことを……』（2009年4月 パンローリング）ISBN 4775941011
- 『ガチョポンの約束』（2009年11月 （パンローリング）ISBN 477594102X
- 『嵐に逢いたくて…―201X年、夏』（2010年7月 メタモル出版） ISBN 4895957411
- 『ウルトラマンの墓参り』（2011年11月 飛鳥新社）ISBN 4864101256
- 『ゆゆも』（2014年5月 マガジンハウス）ISBN 4838726651

### 共著
- 『世界の妖怪全百科 (コロタン文庫 62)』 （1981年 小学館）※ 聖咲奇
- 中森明夫『新世界のモーゼ : 非生産的文化論』たる出版、1985年9月30日。
- 『オウム的!』（1995年12月 ファングス）※ 小林よしのり
- 『教科書が教えかねない自虐』（1997年7月 ぶんか社）※ 小林よしのり
- 『文藝百物語』（1997年7月 ぶんか社 / 2001年9月 角川ホラー文庫）※ 井上雅彦、加門七海、菊地秀行、篠田節子、霜島ケイ、田中文雄、森真沙子
- 『あかずの間』（1997年8月 ぶんか社） ※ 飯野文彦
- 『アイドルという人生』（1998年1月 メディアワークス）
- 『自虐でやんす。』（日本の戦争冤罪研究センター 1999年7月 幻冬舎）※ 小林よしのり
- 『ナニワ革命道』（2000年7月 徳間書店）※ 青木雄二
- 幽霊船 異形コレクションXIIV（2001年7月 光文社文庫）「リジアの入り江」
- 『楽しむ心を忘れない大人たちの　人生娯楽術』（2002年2月 ぶんか社）※ 弘兼憲史
- 『Oldies　俺たちのオールディーズ』（2006年1月 メタモル出版）※ 弘兼憲史・バンブー竹内
- 『ほんまは、誰が一番強いんや!? 究極の人生論』（2004年1月 澪標）※ 青木雄二/佐々木敬二

### 原作
- 『あかずの間』PlayStation用ゲームソフト （1997年5月9日 ヴィジット）
- 『パーフェクトブルー』（アニメーション映画）（配給:レックスエンタテインメント 1998年公開）

- 『Perfect Blue 夢なら醒めて』（実写映画）（監督：サトウトシキ 出演：前田綾花、大森南朋 2002年公開 / DVD 2003年4月 ブロードウェイ）
- 『銭道』 青木雄二 （2004年 集英社）

### 構成・編集・監修
- 『大特撮 日本特撮映画史』（1979年1月 コロッサス 有文社）
- 『悪魔オカルト大全科』（1983年1月 秋田書店）
- 『特殊メイクのテクニック』（1984年 竹書房）
- 『特殊メイクの世界』（1984年 竹書房）
- 『特撮SFX大全科 世界の特撮映画を完全紹介!!』（1984年1月 秋田書店）
- 『改訂版 大特撮 日本特撮映画史』（1985年1月 コロッサス 朝日ソノラマ）
- 『恐怖！オカルト大百科』（1985年 勁文社）
- 『日本の特撮怪獣大全科 日本の怪獣映画のすべてがわかる!!』（1985年1月 秋田書店）
- 『怒濤のゲイ・ライフ』大黒堂ミロ（1998年10月 ぶんか社）
- 『桃源郷の人々』青木雄二 （2001年11月 メディアファクトリー）
- 『恋愛は自腹で。』 一条ゆかり （2002年1月 主婦と生活社）
- 『鈴木佑季の最驚バナナレシピ ~ガッツ石松父娘の愛情料理~ 』（2004年10月 中経出版）
- 『オタクに未来はあるのか!? 「巨大循環経済」の住人たちへ』（2008年5月 PHP研究所）

### 雑誌連載
- 『わくわく怪物ランド 特撮映像の光と影』 - 特撮雑誌『宇宙船』に1991年から1992年まで連載。主に1960年代の特撮作品についてツッコミを入れつつもその味を評価するという論調で語った。

## 出演番組
- 未確認思考物隊　関西テレビ
- 怪談テラーズ（2017年 -　、MONDOTV）
- つかしん・ミュージック・ウェーブ 真夜中のラジオジャンキー　ラジオ関西　（みやなおこと）
- リスキーナイト　朝日放送　（田中早苗、堀ちえみ、シンデレラエキスプレスと）
- MAKOTO（誠）のサイキック青年団　ABCラジオ
- ABCラジオパラダイス　ABCラジオ　（ちわきまゆみと）
- ABCラジオファンキーズ　ABCラジオ　水曜内『キッチュ[注 3]・竹内の突き抜けた世界』にコーナー出演（放送作家兼任）
- フォークデイズ　ABCラジオ　スペシャル番組　2001年 （一条ゆかりと）
- おちゅーんLIVE!（2015年 -　、ニコニコ生放送、YouTube）
- スピードワゴンの月曜The NIGHT（2019年2月12日[4]、AbemaTV）
- Yes!ミュージックカルテDX（2019年4月28日、ABCラジオ）

## 関連人物
- 平野秀朗
- 山本正勝
- 大友克洋
- 大瀧詠一
- 俵万智
- 葉月京
- 大槻ケンヂ
- 浅草キッド
- 岸部四郎
- つボイノリオ
- 中山市朗
- 岡田斗司夫 - トークショーや対談を行う。自身の番組『プチクリ学園』に竹内をゲストとして招いた。
- 八幡愛